# Rondo świętego Jerzego w Gorzowie Wielkopolskim
Rondo Świętego Jerzego w Gorzowie Wielkopolskim – rondo znajdujące się na Zawarciu (dzielnicy Gorzowa Wielkopolskiego), na styku mostu Staromiejskiego, ulicy Fabrycznej, Grobla oraz Przemysłowej.
Przy rondzie znajdują się: Muzeum Lubuskie im. Jana Dekerta oraz centrum handlowe NoVa Park. 

## Historia
Rondo powstało w wyniku przebudowy mostu Staromiejskiego (2006–2007). Poświęcone męczennikowi chrześcijańskiemu, świętemu Jerzemu, zostało oddane do użytku 28 lipca 2007 o 4:00 nad ranem.
W 2007 roku wraz z rondem wybudowano wieżę widokową i mini pasaż handlowy Dominantę (zwaną także Info Globem). Budowla została oficjalnie otwarta 18 lipca 2008 roku. Spotkała się ona z dużą krytyką, została również odznaczona antynagrodą Makabryła za najgorszy budynek 2007 roku.